# 김이원 (1875년)
김이원(金利源, 1875년 12월 13일 ~ 1951년 6월 14일)은 일제강점기의 독립운동가이다.
김이원은 독립운동가이며 평안북도 의주에서 출생. 1919년 3월 1일 3 ·1만세운동이 일어나자 의주에서 만세 시위를 주도하였으며 의주군 수진면일대의 만세운동에 참여하였다. 4월 1일 백원억·장기덕 등과 함께 만세운동을 주관하였고 헌병주재소장과 친분을 갖고 일제에 협조하던 운천동 동장의 집을 불에 태웠다. 4월 2일 수진면사무소 부근에서 2천여명의 군중과 함께 만세운동을 주관하던 중 이 날 시위에출동한 일본 헌병의 무차별사격으로 부상을 당하고 체포되어 징역 10년형을 언도받아 복역하였다. 출옥 후 만주로 망명하여 활동하다가 8 ·15광복을 맞아 귀국하였다. 1977년 건국포장이 추서되었다가 같은해 건국훈장 국민장이 추서되었다.

## 참고 문헌
1. 1 2  네이버 백과사전
2. 1 2 3  네이트 - 한국학[깨진 링크(과거 내용 찾기)]
3. 1 2 3  “보관된 사본”. 2016년 3월 5일에 원본 문서에서 보존된 문서. 2018년 11월 21일에 확인함.